# Comitato di Máramaros
Il comitato di Máramaros (in ungherese Máramaros vármegye, in romeno Comitatul Maramureș, in tedesco Komitat Maramuresch, in latino Comitatus Mar(a)marosiensis o Maramarusiensis) è stato un antico comitato del Regno d'Ungheria, situato a cavallo tra le attuali Romania nordoccidentale e Ucraina occidentale. Capitale del comitato era Máramarossziget, oggi nota col nome romeno di Sighetu Marmației.

## Geografia fisica
Il comitato di Máramaros confinava con i territori austriaci di Galizia e Bucovina, nonché con gli altri comitati di Bereg, Ugocsa, Szatmár, Szolnok-Doboka e Beszterce-Naszód. Il suo territorio si estendeva su entrambe le sponde del Tibisco nonché profondamente nei Carpazi e copriva una buona parte della Rutenia subcarpatica.

## Storia
In seguito al Trattato del Trianon (1920) la parte settentrionale del comitato venne assegnata alla neonata Cecoslovacchia, mentre quella meridionale (compreso il capoluogo) passò alla Romania.
Nel marzo 1939 la porzione cecoslovacca venne occupata dall'Ungheria a seguito dell'invasione nazista di Boemia e Moravia e il comitato venne ricostituito con capitale Huszt. La parte romena fu annessa poco dopo (1941), ma alla fine della seconda guerra mondiale vennero ripristinati i confini ungheresi prebellici. Mentre alla Romania venne restituita la parte sud del comitato, la parte settentrionale non fu più restituita alla Cecoslovacchia ma assegnata alla repubblica socialista sovietica dell'Ucraina, di cui ha seguito le sorti.